# 9477 Kefennell
9477 Kefennell è un asteroide della fascia principale. Scoperto nel 1998, presenta un'orbita caratterizzata da un semiasse maggiore pari a 2,2924630 au e da un'eccentricità di 0,0495225, inclinata di 1,78820° rispetto all'eclittica.
L'asteroide è dedicato alla studentessa statunitense Katherine Elizabeth Fennell.